# M-3Sロケット
M-3Sロケット（ミュー3エス）は、東京大学宇宙航空研究所と後継機関の文部省宇宙科学研究所（現宇宙航空研究開発機構宇宙科学研究所、以下、東大、ISAS）が日産自動車宇宙航空事業部（以下、日産）と共同で開発し、日産が製造、東大とISASが運用した科学衛星打ち上げ用の3段式の固体燃料ロケットである。

## 技術的特徴
L-4Sに誘導制御装置を付加したL-4SCロケット（5機打ち上げ）のうち、4号機、5号機を用いて開発が行われた。
第1段目が無誘導であったM-3Hロケットの第1段に、TVCとSMRCによる誘導制御機能を付加したもの。SMRCは、ノズルが左右に2つ付いた小型の固体燃料ロケットで、ロケット本体が燃焼中、SMRCの燃料も常時燃焼している。そして常時燃焼している噴出ガスは、内部の電磁弁によって、左右のノズルに振り分けて噴出されることによりロールの制御を行う。SMRCの実用化には、電磁弁が焼けないような低温の燃焼ガスを長時間、高圧で噴出させる固体燃料が必要であり、宇宙研が開発した独自の技術である。SMRCは第1段目の4枚の尾翼の先端に装着されている。
「Satellite」・「Sphere」を意味している、L-4Sロケット、M-4Sロケット末尾アルファベット「S」とは異なり、本機の末尾のアルファベット「S」は、「Super Performance」の頭文字「S」である。

## 仕様
括弧内は参考としてM-3Hのもの
- 全長：23.8m（23.8m）
- 直径：1.41m（1.41m）
- 重量：48.7t（48.7t）
- 低軌道打ち上げ能力：300kg（300kg）

公称性能諸元一覧
|                      | 段数(Stage)    | 第1段   | 補助ブースタ | 第2段  | 第3段            | 第3段            | 第3段            | 第3段            |
| -------------------- | -------------- | ------- | ------------ | ------ | ---------------- | ---------------- | ---------------- | ---------------- |
| 諸元                 | 全長           | 23.8m   | 23.8m        | 8.9m   | 2.5m             | 2.5m             | 2.5m             | 2.6m             |
| 諸元                 | 代表径         | 1.41m   | 0.31m        | 1.41m  | 1.14m            | 1.14m            | 1.14m            | 1.14m            |
| 諸元                 | 各段点火時質量 | 48.7t   | 48.7t        | 11.0t  | 1.4t             | 1.4t             | 1.4t             | 1.5t             |
| 固体 ロケット モータ | モータ名称     | M-13    | SB-310       | M-22   | M-3A1            | M-3A2            | M-3A3            | M-3A4            |
| 固体 ロケット モータ | 全長           | 14.98m  | 5.17m        | 4.87m  | 1.54m            | 1.54m            | 1.52m            | 1.52m            |
| 固体 ロケット モータ | ケース材料     | HT-200  | HT-140N      | HT-200 | Ti-6Al・4V (α+β) | Ti-6Al・4V (α+β) | Ti-6Al・4V (α+β) | Ti-6Al・4V (α+β) |
| 固体 ロケット モータ | 推進薬         | BP-30B  | UP-10        | BP-22B | BP-20B           | BP-20B           | BP-20B           | BP-27B           |
| 固体 ロケット モータ | モータ質量     | 32.4t   | 0.484t       | 8.69t  | 1.26t            | 1.24t            | 1.22t            | 1.31t            |
| 固体 ロケット モータ | 推進薬重量     | 27.1t   | 0.34t        | 7.22t  | 1.08t            | 1.08t            | 1.08t            | 1.16t            |
| 固体 ロケット モータ | 真空比推力     | 240sec  | 219sec       | 277sec | 284sec           | 284sec           | 284sec           | 289sec           |
| 固体 ロケット モータ | 平均真空推力   | 1,147kN | 133kN        | 357kN  | 66.9kN           | 66.9kN           | 66.9kN           | 63.3kN           |
| 固体 ロケット モータ | 有効燃焼時間   | 55sec   | 5.5sec       | 55sec  | 45sec            | 45sec            | 45sec            | 52sec            |

## 打ち上げ実績
| 名称  | 打上げ日時 （JST） | 成否 | 積荷                | 重量（kg） | 目標軌道 近-遠地点軌道傾斜角      | 衛星の軌道 近-遠地点軌道傾斜角   | 備考             |
| ----- | ------------------ | ---- | ------------------- | ---------- | --------------------------------- | -------------------------------- | ---------------- |
| 1号機 | 1980年2月17日9:40  | 成功 | たんせい4号 (MS-T4) | 185        | 略円 - 近518km,遠720km,傾斜角39°  | 略円 - 近521km,遠606km,傾斜角39° | 試験衛星         |
| 2号機 | 1981年2月21日9:30  | 成功 | ひのとり (ASTRO-A)  | 188        | 略円 - 近562km,遠734km,傾斜角32°  | 略円 - 近576km,遠644km,傾斜角31° | 太陽物理学衛星   |
| 3号機 | 1983年2月20日14:10 | 成功 | てんま (ASTRO-B)    | 216        | 略円 - 近495km,遠634km,傾斜角31°  | 略円 - 近497km,遠503km,傾斜角32° | X線天文衛星      |
| 4号機 | 1984年2月14日17:00 | 成功 | おおぞら (EXOS-C)   | 207        | 略円 - 近324km,遠1233km,傾斜角75° | 略円 - 近354km,遠865km,傾斜角75° | 中層大気観測衛星 |